# Andessijs
De andessijs (Spinus spinescens synoniem: Carduelis spinescens) is een zangvogel uit de familie van vinkachtigen (Fringillidae).

## Verspreiding en leefgebied
Deze soort telt 3 ondersoorten:
- S. s. spinescens: noordoostelijk Colombia, westelijk en noordelijk Venezuela.
- S. s. capitanea: Santa Martagebergte (noordelijk Colombia).
- S. s. nigricauda: van westelijk Colombia tot noordelijk Ecuador.